# ناخهري
 ناخهری  قرية صغيرة تتبع للبلدة المركزية (بالفارسية: بخش مركزى) من توابع مدينة بستك وتقع في محافظة هرمزگان في جنوب إيران. إحدى قرى « اقليم گودة».

## الأفلاج
عيون الماء المنفلجة (أي المنبثقة) خلال أراضيها منذ القدم، إذ كانت المنطقة (ناخهری) تحوي حتى زمن قريب عدد كبير عين ماء، مصدرها من المياه الجوفية التي تجري تحت الأرض منذ القدم. وقد كانت المياه تنساح من بعض هذه العيون لتشكل قنوات يمكن الاستفادة منها في الزراعة، وسقي مزارع النخيل.

## السكان
يبلغ عدد سكان هذه القرية حسب تعداد السكان لعام 2006 للميلاد، (10) نسمة تشكل عائلتان، من أهل السنة والجماعة وعلى المذهب الشافعي. يتكلمون الفارسية باللهجة المحلية، بها مسجد.

## استراحة ناخهری
مكان جميل حيث الماء البادر والهواء العليل، وعبون عذبة تتدفق بين الصخور، يفد إليها عدد كبير من سكان منطقة بستك على مدار السنة.

## وصلات خارجية
- التقسيمات الإدارية لمحافظة هرمزگان